# Mentzelia aspera
Mentzelia aspera är en brännreveväxtart som beskrevs av Carl von Linné. Mentzelia aspera ingår i släktet Mentzelia och familjen brännreveväxter. Inga underarter finns listade i Catalogue of Life.